# Purpurkronad blåsmyg
Purpurkronad blåsmyg (Malurus coronatus) är en fågel i familjen blåsmygar, endemisk för norra Australien.

## Utseende och läte
Den purpurkronade blåsmygens rygg och vingovansida är bruna med grå eller oliv ton. Näbben är svart. Hanen i häckningsdräkt har kraftfullt lila hjässa kantad av svart nacke och ansikte. På toppen av hjässan har den en liten svart fläck. Strupen, buken och kroppssidan är krämvit, till sandfärgad och den långa smala stjärten är blå med vita fjäderspetsar. I eklipsdräkt är hjässan grå och resten av huvudet är vattrad i svart och grått. Honan skiljer sig genom sin gråa hjässa med blå antydningar, rödbruna örontäckare, och grönblå stjärt. Juveniler har brun hjässa, men hanarna anlägger svarta fjädrar i ansiktet redan under 6-9 månaden.

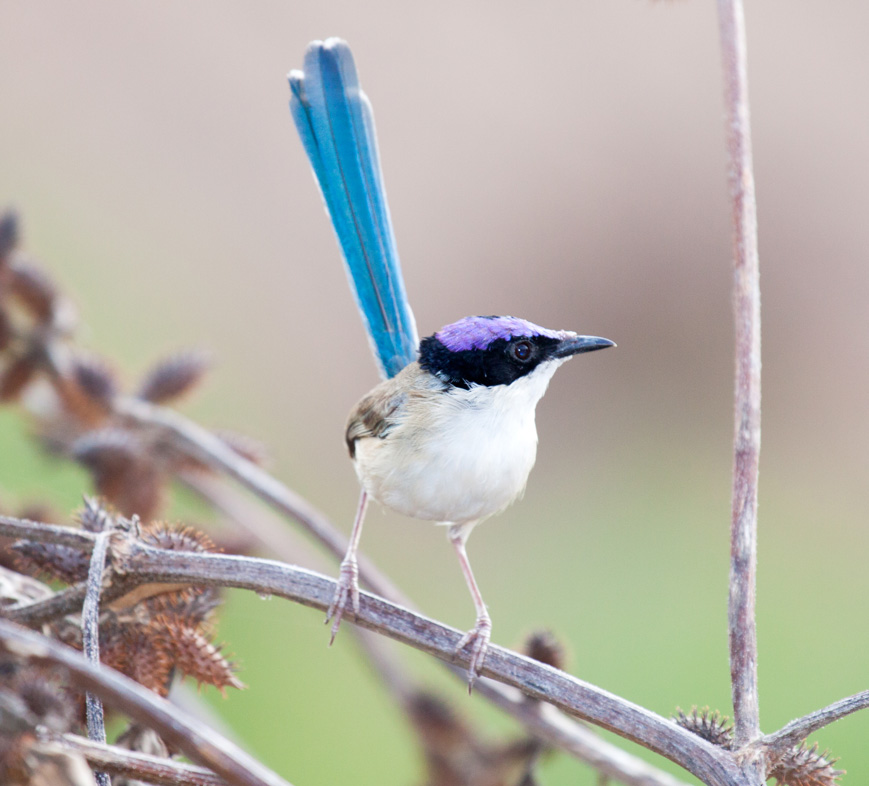

Tre läten finns belagda. Ett kraftfullt virvlande cheepa-cheepa-cheepa, ett tystare kontakläte chet som används under födosök och ett varningsläte – ett strävt zit.

## Ekologi
Arten föredrar habitat med högt gräs eller Pandanus, på 10 meters avstånd från en flod eller källa.

## Systematik och utbredning
Purpurkronad blåsmyg delas upp i två underarter:
- Malurus coronatus coronatus – nominatformen förekommer i Kimberleyregionen i nordvästra Australien
- Malurus coronatus macgillivrayi, Gregory Mathews, 1913 – förekommer i områdena som gränsar till Carpentariaviken

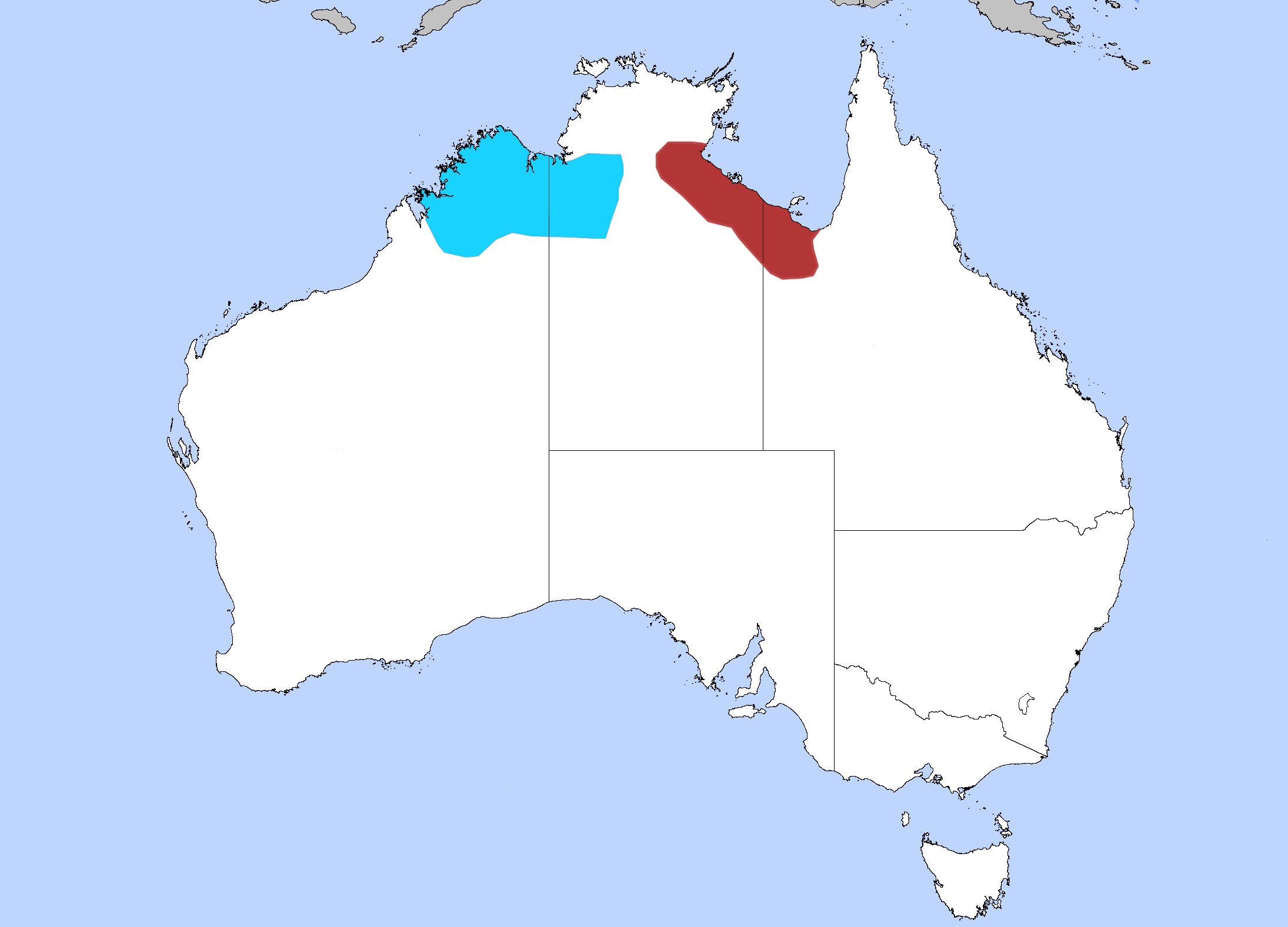
De båda underarternas utbredningsområde; coronatus till vänster och macgillivrayi till höger.

De två underarterna separeras av en ungefär 200 km bred landremsa där arten inte kan leva, och de har varit särskilda i ungefär 10000 år.
Det första exemplaret samlades in av J. R. Elsey under A. C. Gregorys expedition i norra Australien 1855 och 1856. Två specimen samlades in vid Victoriafloden och en tredje vid Robinsonfloden men dessa specimen studerades inte förrän över 100 år senare. Istället blev det ornitologen John Gould som blev först med att beskriva arten 1858. Dess vetenskapliga artepitet härstammar från latinets cǒrōna, som betyder "krona".
Dess distinkta fjäderdräkt fick Mathews att placera arten i det egna släktet Rosina. DNA-studier visar dock att den är närbesläktad med vitbukig blåsmyg och praktblåsmyg i släktet Malurus.

## Status
Purpurkronad blåsmyg är en fåtalig art med ett uppskattat bestånd av 6 700–19 000 vuxna individer. Den tros också minska i antal, dock inte tillräckligt kraftigt för att anses vara hotad. IUCN kategoriserar arten som livskraftig.